# 国府村 (広島県)
国府村（こくふむら）は、広島県芦品郡にあった村。現在の府中市の一部にあたる。

## 地理
芦田川の中流域に位置していた。

## 歴史
- 1889年（明治22年）4月1日、町村制の施行により、芦田郡高木村、府川村、中須村が合併して村制施行し、国府村が発足[1][2]。旧村名を継承した高木、府川、中須の3大字を編成[2]。
- 1898年（明治31年）10月1日、郡の統合により芦品郡に所属[1][2]。
- 1954年（昭和29年）3月31日、芦品郡府中町、岩谷村、広谷村、栗生村、下川辺村と合併し、市制施行し府中市を新設して廃止された[1][2]。

### 地名の由来
古代の備後国衙所在地であるため。

## 産業
- 農業、養蚕[3]

## 交通

### 鉄道
- 1914年（大正3年）両備軽便鉄道（現福塩線）福山～府中間開通し、高木駅、府中駅を開設[2]。